# 乌戈德
乌戈德，是匈牙利维斯普雷姆州所辖的一个村，总面积62.79平方公里，总人口1418，人口密度22.6人/平方公里（2010年1月1日）。